# Perm (Geologie)
| Ära | Paläozoikum                            |             |               |               |
| System davor | Karbon                                 |             |               |               |
| Beginn | 298,9 mya                              |             |               |               |
| Ende | 251,9 mya                              |             |               |               |
| System danach | Trias                                  |             |               |               |
| Mittlerer atmosphärischer O2-Anteil | ca. 23 Vol.-% (115 % von heute)        |             |               |               |
| Mittlerer atmosphärischer CO2-Anteil | ca. 900 ppm (Das 2,25-fache von heute) |             |               |               |
| Mittlere Bodentemperatur | ca. 16 °C (1,5 °C über heute)          |             |               |               |
| \| ❮ \| System \| Serie \| Stufe \| ≈ Alter (mya) \| \| - \| ------- \| ----------- \| ------------- \| ------------- \| \| ❮ \| später \| später \| später \| jünger \| \| ❮ \| P e r m \| Lopingium \| Changhsingium \| 251,9 ⬍ 254,2 \| \| ❮ \| P e r m \| Lopingium \| Wuchiapingium \| 254,2 ⬍ 259,9 \| \| ❮ \| P e r m \| Guadalupium \| Capitanium \| 259,9 ⬍ 265,1 \| \| ❮ \| P e r m \| Guadalupium \| Wordium \| 265,1 ⬍ 268,8 \| \| ❮ \| P e r m \| Guadalupium \| Roadium \| 268,8 ⬍ 272,3 \| \| ❮ \| P e r m \| Cisuralium \| Kungurium \| 272,3 ⬍ 279,3 \| \| ❮ \| P e r m \| Cisuralium \| Artinskium \| 279,3 ⬍ 290,1 \| \| ❮ \| P e r m \| Cisuralium \| Sakmarium \| 290,1 ⬍ 295,5 \| \| ❮ \| P e r m \| Cisuralium \| Asselium \| 295,5 ⬍ 298,9 \| \| ❮ \| früher \| früher \| früher \| älter \| |                                        |             |               |               |
| ❮ | System                                 | Serie       | Stufe         | ≈ Alter (mya) |
| ❮ | später                                 | später      | später        | jünger        |
| ❮ | P e r m                                | Lopingium   | Changhsingium | 251,9 ⬍ 254,2 |
| ❮ | P e r m                                | Lopingium   | Wuchiapingium | 254,2 ⬍ 259,9 |
| ❮ | P e r m                                | Guadalupium | Capitanium    | 259,9 ⬍ 265,1 |
| ❮ | P e r m                                | Guadalupium | Wordium       | 265,1 ⬍ 268,8 |
| ❮ | P e r m                                | Guadalupium | Roadium       | 268,8 ⬍ 272,3 |
| ❮ | P e r m                                | Cisuralium  | Kungurium     | 272,3 ⬍ 279,3 |
| ❮ | P e r m                                | Cisuralium  | Artinskium    | 279,3 ⬍ 290,1 |
| ❮ | P e r m                                | Cisuralium  | Sakmarium     | 290,1 ⬍ 295,5 |
| ❮ | P e r m                                | Cisuralium  | Asselium      | 295,5 ⬍ 298,9 |
| ❮ | früher                                 | früher      | früher        | älter         |

Das Perm ist auf der geologischen Zeitskala das letzte System (bzw. Periode in der Geochronologie) im Paläozoikum. Das Perm begann vor etwa 298,9 Millionen Jahren und endete vor etwa 251,9 Millionen Jahren. Das Perm folgt auf das Karbon und wird von der Trias überlagert. An der Perm-Trias-Grenze geschah das größte bekannte Massenaussterben der Erdgeschichte.

## Geschichte und Namensgebung
Der Name Perm ist von dem ehemaligen russischen Gouvernement Perm (ungefähr der heutigen Region Perm entsprechend) am Fuß des Uralgebirges abgeleitet. Die hier aufgeschlossenen Gesteine dieser Zeit dienten Roderick Murchison 1841 als Grundlage seiner wissenschaftlichen Beschreibung. Das Perm in Deutschland und Mitteleuropa ist im Wesentlichen durch die zwei lithostratigraphischen Gruppen des Zechstein und des Rotliegend repräsentiert. Nach dieser Zweiteilung erhielt dieses System in Deutschland ursprünglich den Namen Dyas, der sich jedoch international nicht durchsetzen konnte. Der Begriff Dyas war aber in erster Linie lithologisch definiert und wird deshalb heute auch für eine lithostratigraphische Supergruppe verwendet, die Rotliegend und Zechstein umfasst.

## Definition und GSSP
Der Beginn des Perm (und der Asselium-Stufe und der Cisuralium-Serie) ist durch das Erstauftreten der Conodonten-Art Streptognathodus isolatus definiert. Das Ende des Perm (und der Beginn der Trias) ist mit dem Erstauftreten der Conodonten-Art Hindeodus parvus und dem Ende der negativen Kohlenstoff-Anomalie des Oberperm festgelegt. Die von der IUGS festgesetzte Typuslokalität (GSSP = Global Stratotype Section and Point) für die Basis des Perm (und der Asselium-Stufe) befindet sich im Tal des Aidaralash, nahe der Stadt Aqtöbe (russisch Aktjubinsk) im südlichen Ural (Kasachstan).

## Untergliederung des Perm
Das Perm wurde früher meist in Unterperm (299–270 Millionen Jahre vor heute) und Oberperm (270–251 Millionen Jahre vor heute) unterteilt, die man mit den heutigen Termini als Serien bezeichnen würde. Heute wird das Perm in drei Serien mit insgesamt neun Stufen unterteilt.
- System: Perm (298,9–251,9 mya)
  - Serie: Lopingium (Oberes Perm) (259,9–251,9 mya)
    - Stufe: Changhsingium (254,2–251,9 mya)
    - Stufe: Wuchiapingium (259,9–254,2 mya)

  - Serie: Guadalupium (Mittleres Perm) (272,3–259,9 mya)
    - Stufe: Capitanium (265,1–259,9 mya)
    - Stufe: Wordium (268,8–265,1 mya)
    - Stufe: Roadium (272,3–268,8 mya)

  - Serie: Cisuralium (Unteres Perm) (298,9–272,3 mya)
    - Stufe: Kungurium (279,3–272,3 mya)
    - Stufe: Artinskium (290,1–279,3 mya)
    - Stufe: Sakmarium (295,5–290,1 mya)
    - Stufe: Asselium (298,9–295,5 mya)

## Paläogeographie
Nach der Kollision von Sibiria mit den bereits im Karbon vereinigten Großkontinenten Gondwana und Laurussia erreichte der Superkontinent Pangaea im Unterperm seine größte Ausdehnung mit einer Fläche von 138 Millionen km² (einschließlich der Schelfsockel). Eine Gebirgsbildungsphase, in der der Ural aufgefaltet wurde, war die Folge dieser Kollision. Im äquatorialen Bereich öffnete sich keilartig nach Osten die Tethys. Ein Meeresarm im Westen der Tethys reichte bis zu den europäischen Landmassen. In Europa bildeten sich große Grabenbruchsysteme und epikontinentale Becken, die mit Schutt aus dem nun weitgehend erodierten variszischen Gebirge und mit Vulkaniten gefüllt wurden (Rotliegend-Becken). Bereits ab dem Oberperm finden sich erste Anzeichen für den beginnenden Zerfall von Pangaea.

## Klima und Umwelt

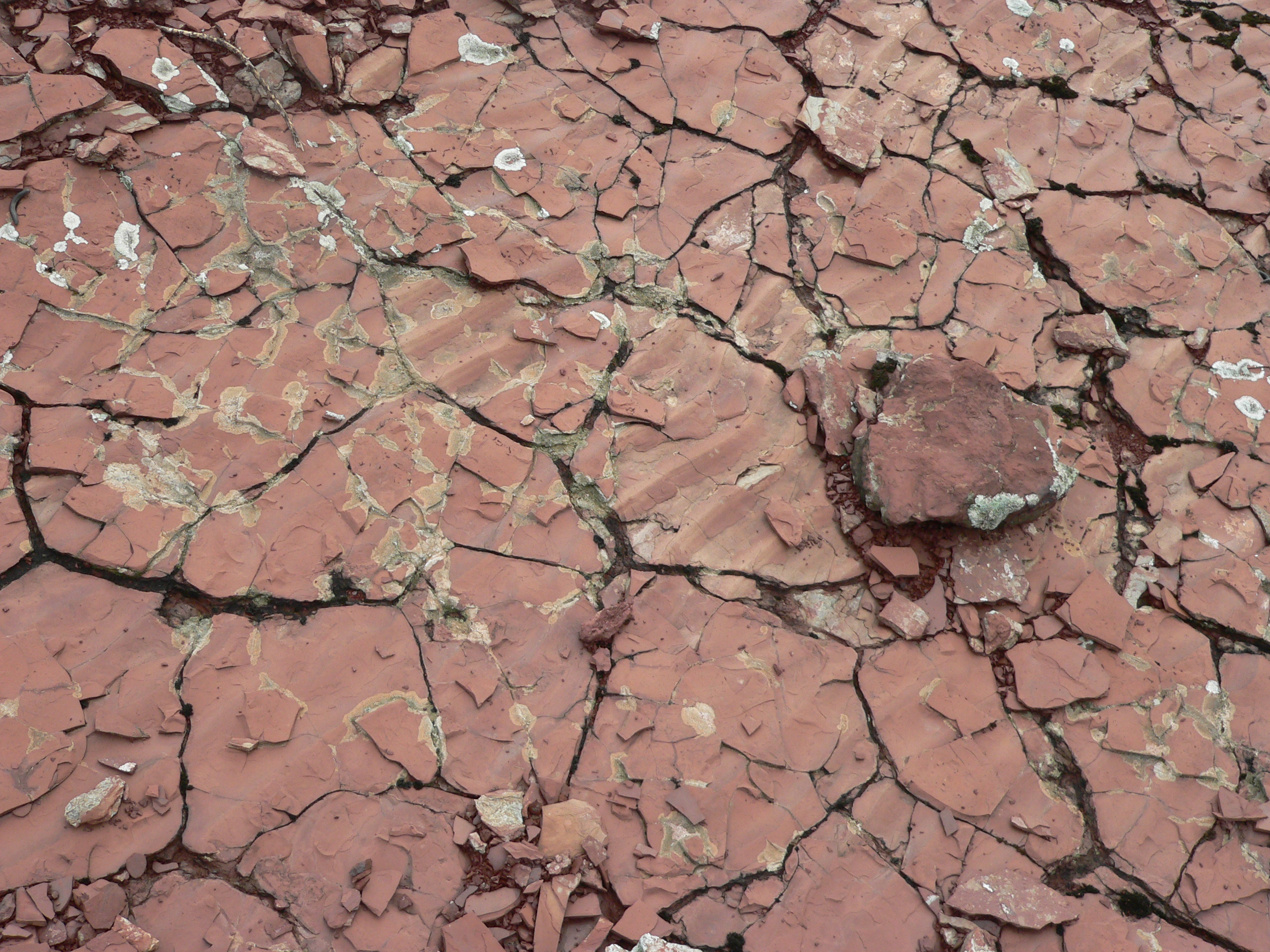
Fossile Rippelmarken aus dem Perm (Lac du Salagou, Frankreich)

Die Permokarbone Vereisung der Südkontinente dauerte bis weit in das Perm hinein und endete vor 265 bis 260 Millionen Jahren im Capitanium, wobei Teile des heutigen Australien offenbar von allen Festlandsbereichen am längsten von Eiskappen bedeckt waren.
In den gemäßigten und kalten Zonen von Gondwana wuchs bis in hohe südliche Breiten die an jahreszeitliche Klimaschwankungen angepasste Glossopteris-Flora. Während des Perm herrschte in vielen Gebieten der Erde ein trockenes und zu Beginn relativ kühles Klima, wenngleich in den wüstenähnlichen Zentralbereichen von Pangaea die Temperaturen häufig tropische Werte erreichten. Im Verlauf des Perm entstanden die reichsten Salzlagerstätten der Erdgeschichte.
Nach dem Abklingen des Permokarbonen Eiszeitalters zeichnete sich der Trend zu einem stabilen Warmklima ab, der jedoch von einer starken Umweltveränderung vor 260 Millionen Jahren unterbrochen wurde. Die in der Forschung bereits länger bekannte und vom Ausmaß her unterschiedlich beurteilte Abnahme der Biodiversität in tropischen Gewässern war nach neueren Erkenntnissen ein globales Ereignis, das im Capitanium-Massenaussterben gipfelte. Als Ursache wird ein massiver Kohlenstoffdioxid- und Schwefeldioxid-Eintrag in die Ozeane mit Bildung anoxischer Zonen und starker Versauerung des Meerwassers angenommen. Ein direkter Zusammenhang mit den zeitgleich auftretenden Flutbasalten des Emeishan-Trapps im heutigen Südchina gilt in der Forschung als sehr wahrscheinlich. Die unterschiedlich stark ausgeprägten Aktivitätszyklen des Trapps dauerten wahrscheinlich knapp zwei Millionen Jahre und bedeckten in dieser Zeit ein Gebiet von mindestens 250.000 km² mit basaltischen Ablagerungen. Obwohl das Aussterbeereignis vor allem die marine Fauna aller Klimazonen in Mitleidenschaft zog, nahm auch die Artenvielfalt der Landwirbeltiere deutlich ab. Es wird angenommen, dass während der Capitanium-Krise über 60 Prozent der Arten und 33 bis 35 Prozent der Gattungen ausstarben.
Gegen Ende des Perm, an der Grenze zur Trias, kam es zu einem nach geologischen Begriffen rapiden Klimawandel mit weitreichenden Folgen für die irdische Biosphäre. Als mögliche Hauptursache gelten großflächige vulkanische Aktivitäten im Gebiet des heutigen Sibirien (Sibirischer Trapp), die mehrere Hunderttausend Jahre andauerten und dabei sieben Millionen Quadratkilometer teilweise mehrere Kilometer dick mit Basalt bedeckten. Über den oder die Auslöser dieser plötzlichen Eruptionsereignisse gibt es mehrere Hypothesen, gelegentlich wird in dem Zusammenhang auch die Mitwirkung eines großen Asteroideneinschlags diskutiert. Bis zum Ende der Epoche starben ca. 96 Prozent aller Meeresbewohner und etwa 75 Prozent der Landlebewesen aus, darunter viele Insektenarten. Auch die Vegetationsbedeckung der Kontinente dünnte signifikant aus. Somit ereignete sich während der Perm-Trias-Krise das wahrscheinlich größte Massenaussterben der Erdgeschichte.
Neuere Isotopenuntersuchungen deuten darauf hin, dass in einer ersten Erwärmungsphase die Durchschnittstemperaturen der Atmosphäre infolge der zunehmenden Konzentration an vulkanischem Kohlenstoffdioxid um 5 °C innerhalb einiger Jahrtausende anstiegen. Gleichzeitig erwärmten sich in erheblichem Maße auch die Ozeane, was zur Bildung von sauerstofffreien Meereszonen sowie zur großflächigen Freisetzung von Methanhydrat führte. Durch den zusätzlichen Methaneintrag erhöhte sich in der nächsten Phase die Temperatur um weitere 5 °C, und der Sauerstoffgehalt der Luft sank bis auf 16 Prozent beziehungsweise lag zeitweilig noch darunter. Als weitere mögliche Ursache für den Zusammenbruch fast aller Ökosysteme wird die Massenvermehrung von bestimmten marinen Einzellern erwogen, die ihre  Stoffwechselprodukte in Form von Halogenkohlenwasserstoffen, Schwefelwasserstoff oder Methan an die Atmosphäre abgaben. Die Gesamtdauer des Massenaussterbens wurde bis vor kurzem mit 1 Million bis 200.000 Jahre angegeben, während aktuellere Forschungen zunächst einen Zeitraum von etwa 60.000 Jahren postulierten. Nach einer 2018 veröffentlichten Studie fand das Aussterbeereignis innerhalb von maximal 30.000 Jahren statt, möglicherweise beschränkt auf wenige Jahrtausende, und konnte mittels präziser Datierungsmethoden dem obersten Perm vor 251,94 Millionen Jahren zugeordnet werden.

## Entwicklung der Fauna

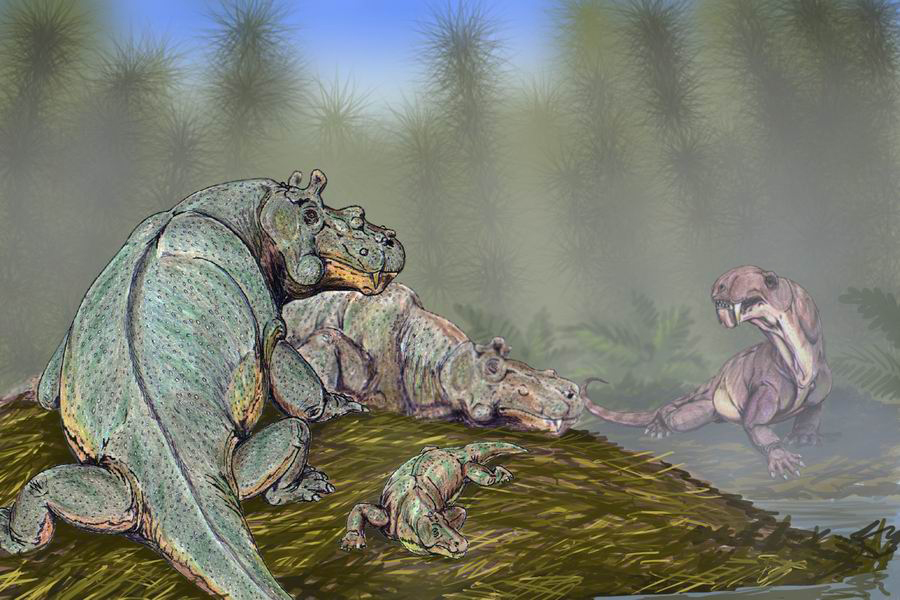
Rekonstruierte Szene aus dem älteren Mittelperm Russlands: der Fleischfresser Ivantosaurus (rechts) trifft auf eine ruhende Gruppe von Estemmenosuchus (links), beides Therapsiden der Otschor-Fauna

### Landwirbeltiere
Unter den Landwirbeltieren kam es zu einer ersten großen Radiation der Gruppen, die unter der Bezeichnung Amnioten zusammengefasst werden, und die amphibienähnlichen Gruppen, die im Karbon noch vorherrschten, büßten diese Dominanz weitgehend ein. Viele artenreiche Gruppen reptilienartiger Amnioten, die im Laufe des Perms erscheinen, verschwanden noch während des Perms wieder oder aber am Ende dieser Periode, z. B. die Mesosaurier oder die Pareiasaurier.
Im mittleren Perm erscheinen die ersten Therapsiden, modernere Vorläufer der heutigen Säugetiere, doch seinerzeit noch relativ reptilartig. „Primitive“ Therapsiden des Perms sind in Eurasien vor allem aus dem östlichen Teil der Russischen Tafel bzw. dem westlichen Uralvorland („Pri-Ural“) in Russland und aus der Xidagou-Formation in China bekannt, wobei diese Funde die Formenvielfalt auf der damaligen Nordhalbkugel widerspiegeln. Formen der damaligen Südhalbkugel (Teilkontinent Gondwana) finden sich heute in den Ablagerungen der Beaufort-Gruppe in der südafrikanischen Karoo sowie in Sedimentgesteinen des Paraná-Beckens im südlichen Brasilien.

### Wirbellose Meerestiere
Unter den einzelligen Foraminiferen stellen die großwüchsigen Fusulinen wichtige Leitformen. Sie verschwanden am Ende des Perm, ebenso wie die zu den Coelenteraten zählenden tabulaten Korallen. Die Armfüßer machten eine letzte große Radiation durch. Im Perm entstanden zum Beispiel korallenähnliche Formen (vgl. mit den Rudisten) und Formen mit geschlitzten Dorsalklappen (Oldhaminiden), die eine Symbiose mit photosynthesetreibenden Bakterien eingingen. Diese spezialisierten Gruppen und einige andere Gruppen (Productiden, Davidsoniiden und Spiriferiden) starben ganz oder weitgehend aus.
Unter den Arthropoden starben die Trilobiten und die Eurypteriden aus. Eine Reihe von Insektenordnungen konnte erstmals im Perm nachgewiesen werden. Bei den Weichtieren verschwand die Klasse der Schnabelschaler (Rostroconchia). Unter den Cephalopoden starben die Bactriten und die Goniatiten aus; die Ceratiten entstanden. Aus dem Stamm der Stachelhäuter (Echinodermata) starben die Knospenstrahler (Blastoidea) und die Seelilien-Gruppen der Camerata und Flexibilia aus.

## Entwicklung der Flora

Darstellung eines typischen zungenförmigen Blattes der Gattung Glossopteris

Der Wechsel vom Paläophytikum zum Mesophytikum fand bereits früher als der Wechsel vom Paläozoikum zum Mesozoikum statt. Das Paläophytikum endete vor ca. 256 Ma im Wuchiapingium. Die bisher dominierenden Farnpflanzengruppen wurden von den trockenresistenteren Nacktsamigen Pflanzen (Gymnospermen) abgelöst.
Auf dem Gondwana-Kontinent entwickelte sich die Glossopteris-Flora, deren Vertreter laubabwerfende, kältetolerante Gymnospermen mit der vorherrschenden Ordnung Glossopteridales waren.

## Das Perm in Mitteleuropa
In Deutschland ergibt sich die traditionelle Aufteilung des Perms in Rotliegend und Zechstein aus dem markanten Wechsel, der an der Grenze zwischen den beiden Formationen stattgefunden hat. Nach langer Festlandszeit, die im Karbon begann, drang vor etwa 257,3 Millionen Jahren ein tropisches Flachmeer in einer wahrscheinlich sehr kurzzeitig verlaufenden Transgression nach Nord- und Mitteldeutschland vor, was den Beginn der Zechsteinzeit markiert. Lediglich Süddeutschland blieb zunächst Festland. An der Basis der Meeresablagerungen wurde der wirtschaftlich bedeutende Kupferschiefer abgelagert. Diese geologische Marke ist einer der markantesten Leithorizonte in Deutschland.
Über die gesamte Dauer des Perm befanden sich das heutige Mittel- und Westeuropa als Teil des Superkontinents Pangaea in der tropischen Klimazone, das heißt in unmittelbarer Nähe des Äquators und damit im Bereich einer saisonal auftretenden, sehr starken Monsunströmung. Zu Beginn der Epoche bei etwa 5° südlicher Breite gelegen, verschoben sich diese Gebiete im Laufe von fast 50 Millionen Jahren im Zuge der Kontinentalbewegung in Richtung des 10. nördlichen Breitengrades. In dieser Zeit kam es zu einem relativ häufigen Wechsel von humiden (feuchten) und ariden (trockenen) Phasen. Das ausgeprägte Monsunsystem zwischen 30° nördlicher und 30° südlicher Breite bestimmte darüber hinaus das Wettergeschehen im Jahresverlauf. Im Sommerhalbjahr transportierte der Monsunwind feuchte Luftmassen aus der tropischen Tethys in die damaligen europäischen Regionen, während im Winter trockene Kontinentalluft von Norden einströmte.